# Masada (Santa Bàrbara)
La Masada és una obra de Santa Bàrbara (Montsià) inclosa a l'Inventari del Patrimoni Arquitectònic de Catalunya.

## Descripció
Edifici de grans dimensions amb teulada a dues vessants perpendicular a la façana. Va ser ampliada en un dels dos vessants, que ha resultat més llarga que l'altra. S'hi han anat afegint diversos cossos annexos.
La façana principal s'observen un total de 5 portes d'accés.
A l'estructura originària hi havia una primera planta amb 2 balcons i una planta superior amb dues finestres. Al cos que es va afegir en l'ampliació posterior, es va fer una porta més important, i dues finestres en la planta superior, que no coincideixen amb el nivell dels balcons del cos original.
La presència d'una torre de ginc, i els indicis que es poden observar a la part posterior, indueixen a pensar que hi ha hagut una llar de campana i que, com la resta dels edificis similars del municipi, comptava també amb un molí d'oli.

## Història
Les antigues masades que encara es conserven estan lligades al primer poblament de l'actual terme municipal per la gent de Tortosa a partir del 1745, els quals iniciaren una agricultura de secà, d'oliva i vinya.